# Abusir
Abusir (tiếng Ả Rập: ابو صير; tiếng Ai Cập: pr wsjr; tiếng Copt: ⲃⲟⲩⲥⲓⲣⲓ busiri; tiếng Hy Lạp cổ đại: Βούσιρις, "Ngôi nhà hay Đền thờ của thần Osiris") là một di chỉ khảo cổ tại Ai Cập, nằm cách Saqqara vài cây số về phía bắc. Đây là khu nghĩa trang hoàng gia được sử dụng vào thời Cổ vương quốc, cùng với Meidum.
Một số làng ở Ai Cập được đặt tên là Abusir hoặc Busiri, lấy từ tên của địa danh này. Abusir là một phần nhỏ của"Cánh đồng kim tự tháp"kéo dài từ phía bắc của Giza đến tận phía nam Saqqara. Đây là nơi chôn cất của một gia đình hoàng gia thuộc Vương triều thứ 5, pharaon Sahure cùng Neferirkare Kakai (con trai), Neferefre và Nyuserre Ini (2 người cháu nội). Nhiều hậu phi của các ông cũng có mộ phần tại đây nhưng không tìm thấy xác ướp. Vì vùng Giza gần đó đã được"lấp đầy"bởi những kim tự tháp lớn và các lăng mộ khác thuộc Vương triều thứ 4 khiến các pharaon Vương triều thứ 5 phải tìm một địa điểm khác để xây nơi an nghỉ cho mình.
Abusir nổi tiếng vì là nơi phát hiện ra Cuộn giấy cói Abusir. Theo nhà Ai Cập học người Pháp Nicolas Grimal, đây là cuộn giấy coi quan trọng nhất từ thời Cổ vương quốc. Cuộn giấy này ghi lại những hoạt động cúng bái trong hoàng gia cũng như sự phân công nhiệm vụ của các tư tế, cụ thể là sự kiểm kê những vật phẩm tế lễ trong các phòng kho tại các đền thờ. Các mảnh của cuộn giấy này được tìm thấy tại phức hợp của vua Neferirkare Kakai, Neferefre và hoàng hậu Khentkaus II (mẹ của họ).
Viện Khoa học Ai Cập của Đại học Karl (Cộng hòa Séc) đã tiến hành khai quật tại Abusir từ năm 1976, dẫn đầu bởi Miroslav Bárta.

## Nghĩa trang
Có tổng cộng 14 kim tự tháp được tìm thấy tại địa điểm này. Vật liệu xây dựng của các kim tự tháp tại Abusir kém hơn nhiều so với các kim tự tháp của Vương triều thứ 4, có lẽ báo hiệu sự suy yếu quyền lực hoàng gia hoặc một nền kinh tế suy kém dưới thời kỳ này. Những kim tự tháp tại Abusir nhỏ hơn nhiều sơ với những kim tự tháp của các vua tiền nhiệm trước đây và được xây dựng bằng loại đá chất lượng thấp. Tất cả các kim tự tháp chính tại Abusir được xây dựng theo hình dạng của kim tự tháp bậc thang (tương tự của Djoser). Ngay cả kim tự tháp lớn nhất trong số đó, Kim tự tháp Neferirkare, ban đầu được xây dựng dưới dạng kim tự tháp bậc thang và sau đó mới được chuyển sang hình dạng của kim tự tháp chóp nhọn.
Nhiều ngôi mộ của các tư tế và đại thần thuộc các vương triều thứ 3 đến thứ 6 cũng được chôn cất tại đây.:
- Mộ của Ity (triều đại thứ 3)
- Mộ của tư tế Hetepi (triều đại thứ 3)
- Mộ của kiến trúc sư và tư tế Kaaper (triều đại thứ 4)
- Mộ của tư tế Rahotep (triều đại thứ 5)
- Mộ của tư tế Fetekti (triều đại thứ 5)
- Mộ của tể tướng Qar và các con trai (triều đại thứ 6)
- Mộ đá của người đánh xe ngựa Nakhtmin (thời Ramesses II)

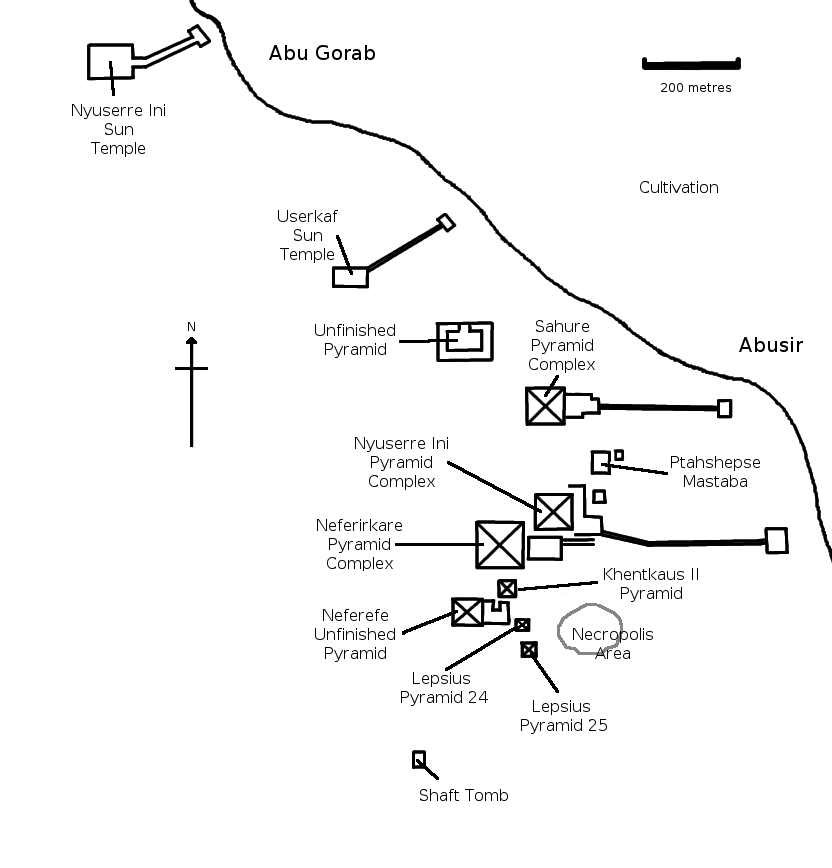
Bản đồ khu vực Abusir

### Các kim tự tháp
- Kim tự tháp Sahure, nổi tiếng với những phù điêu chạm khắc tinh xảo của nó
- Kim tự tháp Neferirkare, kim tự tháp cao nhất trong các kim tự tháp nơi đây
- Kim tự tháp Neferefre chưa được hoàn thành do nhà vua chết sớm, mang hình dáng của một ngôi mộ mastaba
- Kim tự tháp Niuserre, kim tự tháp hầu như còn nguyên vẹn nhất tại khu vực này
- Kim tự tháp Khentkaus II, vợ của Neferirkare và mẹ của Neferefre và Niuserre
- Kim tự tháp chưa hoàn thành, có lẽ là của vua Shepseskaf (thực ra ngôi mộ chính thức của ông là Mastaba al-Fir'aun). Nền của nó chỉ mới được san phẳng và một cấu hình chữ T mới được đào bên dưới, đã bị bỏ dỡ[1]
- Kim tự tháp Lepsius XXIV gần phía nam Kim tự tháp Niuserre, không rõ của ai nhưng lại tìm được xác ướp đã bị hủy hoại của một phụ nữ chết trẻ[1]
- Kim tự tháp Lepsius XXV, cũng ở phía nam Kim tự tháp Niuserre, cũng không xác định được của ai nhưng lại tìm được xác ướp của 2 phụ nữ[1]

### Mastaba
Những ngôi mộ mastaba của một số vị đại quan và các thành viên trong gia đình cũng nằm xung quanh các kim tự tháp của các vị vua
- Mastaba của tể tướng Ptahshepses, cũng là con rể của Nyuserre Ini
- Mastaba của hoàng tử Nakhtkare, không rõ là con của Neferefre hay Nyuserre Ini

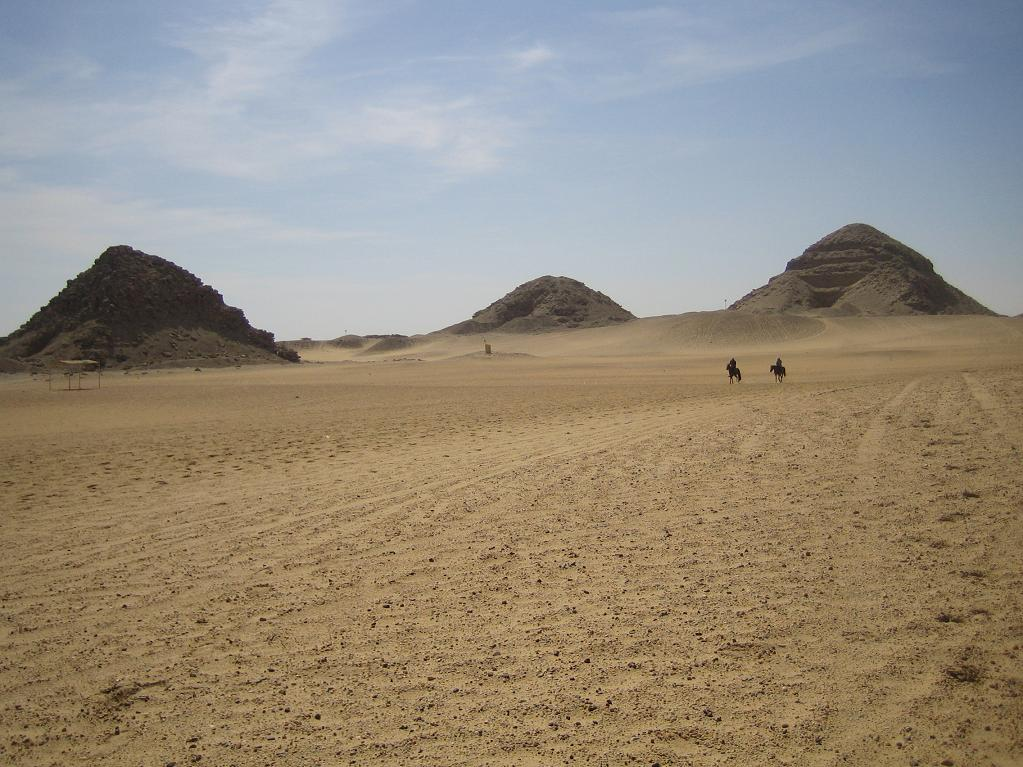
Ba kim tự tháp lớn nhất của các pharaon

### Đền thờ
Tại Abusir, các nhà khảo cổ cũng đã tìm thấy những tàn tích của một ngôi đền của một vi vua Ramesses, có lẽ là Ramesses II. Ngôi đền nằm cách khoảng 500 m về phía đông nam của các kim tự tháp. Chính điện của ngôi đền được xây bằng đá vôi. Đền thờ có 3 căn hầm, một sảnh thờ nhỏ với 4 cột đỡ, một khoảng sân (tường gạch bùn) với 10 cây cột bằng đá vôi và nhiều phòng kho.